# Brdowo
Brdowo – wieś w Polsce, w województwie wielkopolskim, w powiecie wągrowieckim, w gminie Gołańcz.
Do 2023 miejscowość była częścią wsi Czeszewo.
W latach 1975–1998 Brdowo administracyjnie należało do województwa pilskiego.